# Aleksandr Gorbunov
Aleksandr Vladimirovič Gorbunov (in russo: Александр Владимирович Горбунов; Železnogorsk, 24 maggio 1990) è un cosmonauta russo.
Nel 2018 è stato selezionato come cosmonauta del Gruppo 17 di Roscosmos. È partito per la sua prima missione spaziale il 28 settembre 2024 a bordo della Crew Dragon Freedom per la missione di lunga durata SpaceX Crew-9 (Expedition 72).

## Biografia

### Istruzione
Nel 2008 si diplomò alla scuola superiore n.6 a Železnogorsk. Nel 2014 si laureò con lode presso l'Istituto di aviazione di Mosca (Московский авиационный институт, MAI) come ingegnere con specializzazione in "Veicoli spaziali e stadi superiori". Dal 2009 al 2012 studiò presso il dipartimento militare del MAI, specializzandosi in "Funzionamento e riparazione di aerei, elicotteri e motori aeronautici".

### Carriera a RKK Ėnergija
Da ottobre 2012 a febbraio 2014 lavorò come tecnico di 1ª categoria nel dipartimento di progettazione delle navi mercantili da trasporto di RKK Ėnergija. Dal 2014 al 2018, momento della seleziona di candidato cosmonauta, lavorò nello stesso dipartimento, prima come ingegnere di 2ª categoria e poi come ingegnere di 1ª categoria.

### Carriera di cosmonauta
Il 10 agosto 2018 venne selezionato come candidato cosmonauta del Gruppo cosmonauti Roscosmos 17. Il mese successivo iniziò l'addestramento generale dello spazio (OKP) della durata di due anni che concluse nel novembre 2020. L'OKP comprendeva lo studio delle scienze astronautiche (tra cui la teoria del volo dei veicoli spaziali con equipaggio, le basi di navigazione e geografia spaziale, la conoscenza dei sistemi delle navicelle russe), le conoscenze scientifiche di base, l'apprendimento dell'inglese e delle basi del telerilevamento della superficie terrestre dallo spazio, la storia dei voli spaziali con equipaggio e la regolamentazione legale delle attività dei cosmonauti. L'addestramento era costituito da 3700 ore di formazione teorica e pratica al GCTC, alla conclusione delle quali Gorbunov dovette superare gli esami finali per ricevere la qualifica di Cosmonauta collaudatore, e quindi assegnabile a future missioni spaziali.

#### SpaceX Crew-9 (Expedition 72)
Il 20 gennaio 2022 venne assegnato come membro dell'equipaggio dell'Expedition 72 ma il veicolo spaziale su cui avrebbe viaggiato (Sojuz o Crew Dragon) non era ancora stato deciso. Il 31 gennaio 2024 venne assegnato ufficialmente alla SpaceX Crew-9 con il ruolo di Specialista di missione (MS-2) della Crew Dragon Freedom, la cui partenza è avvenuta  il 28 settembre 2024.